# Georg Nicolaus von Lübbers
 (février 2018).
Si vous disposez d'ouvrages ou d'articles de référence ou si vous connaissez des sites web de qualité traitant du thème abordé ici, merci de compléter l'article en donnant les références utiles à sa vérifiabilité et en les liant à la section « Notes et références ».
Pour les articles homonymes, voir Lubbers.
Georg Nicolaus von Lübbers, né le 6 avril 1724 à Hambourg et mort le 17 janvier 1788 à Stockelsdorf est un aristocrate allemand, conseiller d'État de la couronne du Danemark, major allemand et fondateur de la manufacture de faïence de Stockelsdorf (1771-1786).